# 12 września
12 września jest 255. (w latach przestępnych 256.) dniem w kalendarzu gregoriańskim. Do końca roku pozostaje 110 dni.

## Święta
- Imieniny obchodzą: Amadeusz, Cyrus, Franciszek, Gwido, Gwidon, Juwencjusz, Macedoniusz, Maja, Maria, Marlena, Sylwin, Sylwina, Tacjan, Teodul i Teodulf.
- Międzynarodowe
  - Dzień Programisty (tylko w latach przestępnych)
  - Dzień Narodów Zjednoczonych dla Współpracy Południe-Południe (od 2011, wcześniej 19 grudnia ustanowione przez Zgromadzenie Ogólne ONZ)[1]
- Polska
  - Święto Wojsk Lądowych (obchodzone od roku 1996 na pamiątkę odsieczy wiedeńskiej z 1683)[2]
  - Dzień Kolejarza (w latach 1954–1980, od 1981 r. przeniesione na 25 listopada)
- Republika Zielonego Przylądka – Święto Narodowe
- Wspomnienia i święta w Kościele katolickim[3][4] obchodzą:
  - św. Gwidon z Anderlechtu (pokutnik i pielgrzym)
  - Najświętsze Imię Maryi, imieniny Matki Bożej (obchodzone w Hiszpanii w XVII wieku na pamiątkę odniesionego w tym dniu (1683) zwycięstwa przez polskiego króla Jana III Sobieskiego nad Turkami; wprowadził je bł. Innocenty XI także w Austrii, Polsce i Niemczech)
  - Najświętsza Maryja Panna Piekarska (Kościół katolicki w Polsce)
  - Matka Boża Rzeszowska[5] (Kościół katolicki w Polsce)
  - Matka Boża Bączalska (Kościół katolicki w Polsce)
  - św. Iwencjusz i św. Syrus (biskupi Pawii)
  - św. Molaise z Devenish (apostoł Irlandii)

## Wydarzenia w Polsce
- 1515 – Biskup wrocławski Jan Thurzo podpisał w Krakowie, w imieniu księcia legnickiego Fryderyka II jego układ małżeński z królewną Elżbietą Jagiellonką. Ślub odbył się we Wrocławiu 25 listopada tego samego roku.
- 1635 – W Sztumskiej Wsi zawarto rozejm polsko-szwedzki przedłużający i zmieniający postanowienia rozejmu w Altmarku (Starym Targu), zawartego 26 września 1629 roku po zakończeniu tzw. wojny o ujście Wisły.
- 1637 – W kościele św. Jana w Warszawie król Władysław IV Waza poślubił Cecylię Renatę Habsburżankę.
- 1642 – Wojna trzydziestoletnia: żołnierze austriaccy spalili zamek w Jędrzychowie na Dolnym Śląsku.
- 1699 – Zgodnie z postanowieniami pokoju w Karłowicach komisarze polscy z generałem artylerii konnej Marcinem Kątskim na czele przejęli od ostatniego tureckiego baszy Kamieńca Podolskiego klucze do miasta i zamku.
- 1733 – Stanisław Leszczyński został wybrany na króla Polski.
- 1792 – Maciej Bajer został prezydentem Krakowa.
- 1831 – Powstanie listopadowe: nierozstrzygnięta bitwa pod Kockiem.
- 1915 – I wojna światowa:
  - Generał-gubernator warszawski Hans Hartwig von Beseler rozwiązał Centralny Komitet Obywatelski w Warszawie.
  - Niemcy rozpoczęli odbudowę wysadzonego 5 sierpnia przez wycofujące się wojska rosyjskie Mostu Kierbedzia w Warszawie.
- 1917 – Powstała Rada Regencyjna Królestwa Polskiego.
- 1920 – Wojna polsko-bolszewicka: zwycięstwo 1 Dywizji Jazdy płka Juliusza Rómmla nad 11 Dywizją Kawalerii w bitwie pod Kosmowem.
- 1924 – utworzono Korpus Ochrony Pogranicza.
- 1929 – W Wielkopolskiej Wytwórni Samolotów „Samolot” w Poznaniu wybuchł pożar, którego przyczyny nie udało się ustalić. Zniszczeniu uległy hale fabryczne, 10 gotowych samolotów oraz nowo sprowadzone urządzenia do produkcji.
- 1939 – Kampania wrześniowa:
  - Na rynku w Końskich Niemcy rozstrzelali 22 Żydów.
  - Odbyła się konferencja najwyższych dostojników III Rzeszy w Jełowej pod Opolem, na której zapadły pierwsze decyzje dotyczące podbitych ziem polskich oraz przeznaczenia Legionu Ukraińskiego.
  - Zbrodnia w Szczucinie na 40 polskich jeńcach.
  - Zwycięstwo Niemców w bitwie pod Brwinowem.
  - Zwycięstwo wojsk polskich w bitwie pod Kałuszynem.
- 1941 – W Dołchem w dawnym powiecie stryjskim województwa stanisłowawskiego oddział Sicherheitsdienst rozstrzelał 120 Żydów.
- 1942 – Zakończyła się tzw. Wielka Szpera – trwająca od 5 września operacja wysiedlenia z getta łódzkiego 15 681 „osób nienadających się do pracy” (dzieci do 10 roku życia, starców, osób chorych). W jej trakcie na miejscu zamordowano około 600 osób. Getto z pozostałymi ponad 70 tysiącami mieszkańców stało się wielkim obozem pracy. Zamknięto szkoły i szpitale.
- 1943:
  - W nocy z 12 na 13 września pod Gołębiem (powiat puławski) partyzanci z Batalionów Chłopskich wysadzili niemiecki pociąg z transportem amunicji.
  - W Skorczycach na Lubelszczyźnie Niemcy zamordowali 17 mężczyzn.
- 1944:
  - 43. dzień powstania warszawskiego: próby zdobycia Czerniakowa przez Niemców.
  - Pod Ewiną w powiecie radomszczańskim 3 brygady Armii Ludowej stoczyły bitwę z oddziałami niemieckimi w sile 6 tysięcy żołnierzy, zakończoną przebiciem się partyzantów.
- 1945 – Uchwałą Rady Ministrów Tymczasowego Rządu Jedności Narodowej strona polska stwierdziła, że konkordat ze Stolicą Apostolską z 1925 roku przestał obowiązywać wskutek jednostronnych posunięć Stolicy Apostolskiej w 1939 roku, sprzecznych z zobowiązaniami konkordatowymi.
- 1954 – Marian Więckowski wygrał 11. Tour de Pologne.
- 1959 – Otwarto największe w kraju Śląskie Wesołe Miasteczko.
- 1961 – Zainaugurowała działalność Warszawska Opera Kameralna.
- 1967 – Prezydent Francji Charles de Gaulle zakończył tygodniową wizytę w Polsce.
- 1976 – W Płocku odbyły się Dożynki Centralne.
- 1978 – Premiera filmu wojennego ...Gdziekolwiek jesteś panie prezydencie... w reżyserii Andrzeja Trzosa-Rastawieckiego.
- 1981 – Arcybiskup metropolita gnieźnieński i warszawski Józef Glemp został mianowany prymasem Polski.
- 1989 – Sejm PRL udzielił wotum zaufania rządowi Tadeusza Mazowieckiego, pierwszego niekomunistycznego premiera w powojennej historii Polski.
- 1999 – Tomasz Brożyna wygrał 56. Tour de Pologne.
- 2002 – Sejm RP przyjął ustawę o elektronicznych instrumentach płatniczych.
- 2021 – Beatyfikacja czcigodnych Sług Bożych kardynała Prymasa Polski Stefana Wyszyńskiego i s. Marii Róży Czackiej w Świątyni Opatrzności Bożej w Warszawie[6].

## Wydarzenia na świecie
- 490 p.n.e. – I wojna perska: w bitwie pod Maratonem wojska ateńskie i platejskie pokonały armię króla Persów Dariusza I Wielkiego.
- 1185 – Obalony cesarz bizantyński Andronik I Komnen został zlinczowany przez tłum na hipodromie w Konstantynopolu.
- 1213 – Krucjata przeciw albigensom: francuscy krzyżowcy dowodzeni przez Szymona de Monford (starszego) rozbili katarów z Langwedocji w bitwie pod Muret.
- 1229 – Rekonkwista: król Aragonii Jakub I Zdobywca wyzwolił Majorkę spod panowania muzułmanów.
- 1297 – Portugalia i Hiszpania zawarły traktat pokojowy z Alcañices, który m.in. ustalił obowiązujący do dziś przebieg wspólnej granicy.
- 1484 – Odbyła się koronacja papieża Innocentego VIII.
- 1500 – Jerzy Brodaty został księciem Saksonii.
- 1504 – Wojna o sukcesję w Landshut: wojska księcia Bawarii-Monachium Albrechta IV Mądrego wraz z posiłkami króla niemieckiego Maksymiliana I Habsburga pokonały Czechów w bitwie pod Wenzenbach.
- 1532 – Podczas synodu w Chanforan waldensi podjęli decyzję o przyjęciu doktryny kalwińskiej.
- 1556 – Abdykował cesarz rzymsko-niemiecki, arcyksiążę Austrii i król Hiszpanii Karol V Habsburg.
- 1609 – Henry Hudson odkrył ujście dzisiejszej rzeki Hudson w Ameryce Północnej.
- 1634 – W wyniku eksplozji w wytwórni prochu strzelniczego w Valletcie na Malcie zginęły 22 osoby, a poważnie zniszczony zostały pobliski kościół jezuitów wraz z kolegium.

- 1683:

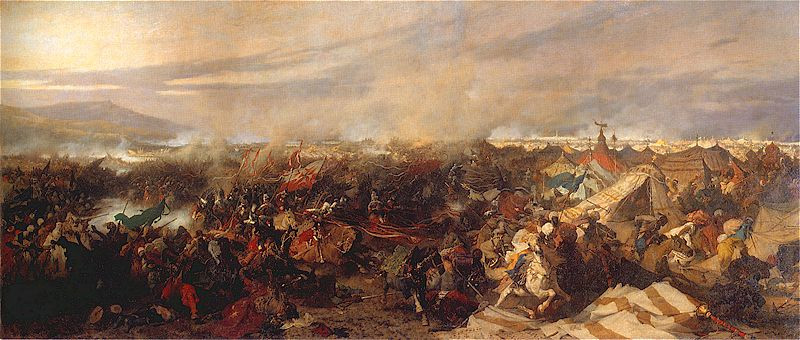
Bitwa pod Wiedniem na obrazie Józefa Brandta

  - V wojna austriacko-turecka: wojska polsko-austriacko-niemieckie pod dowództwem króla Jana III Sobieskiego rozgromiły oblegającą Wiedeń armię Imperium Osmańskiego dowodzoną przez wezyra Kara Mustafę; początek wojny polsko-tureckiej.
  - Piotr II Spokojny został królem Portugalii.
- 1691 – Jan Jerzy IV Wettyn został księciem elektorem Saksonii.
- 1711 – Wojna o sukcesję hiszpańską: rozpoczęła się portugalsko-francuska bitwa o Rio de Janeiro.
- 1789 – Henry Knox został pierwszym sekretarzem wojny USA.
- 1801 – Cesarz Rosji Aleksander I Romanow ogłosił powstanie guberni gruzińskiej w miejsce niepodległej Gruzji wschodniej.
- 1819 – Joaquín José de Melgarejo y Saurín został premierem Hiszpanii.
- 1829 – Wojna o niepodległość Grecji: kapitulacja wojsk tureckich w bitwie pod Petrą.
- 1844 – José Joaquín de Herrera został prezydentem Meksyku.
- 1847 – Wojna amerykańsko-meksykańska: rozpoczęła się bitwa pod Chapultepec.
- 1848 – W Szwajcarii przyjęto tzw. konstytucję federalną.
- 1850 – I wojna o Szlezwik: zwycięstwo wojsk duńskich nad pruskimi w bitwie pod Mysunde.
- 1852 – Założono miasto Artigas w Urugwaju.
- 1855:
  - Rómulo Díaz de la Vega został prezydentem Meksyku.
  - Założono miasto La Chorrera w Panamie.
- 1857 – W czasie huraganu zatonął płynący z Panamy do Nowego Jorku statek „Central America” z około 400 pasażerami i ładunkiem 30 tys. funtów złota. Uratowano ponad 200 osób.
- 1860 – Francuski astronom Jean Chacornac odkrył planetoidę (59) Elpis.
- 1861 – Wojna secesyjna: rozpoczęła się bitwa pod Cheat Mountain.
- 1871 – Francuski astronom Alphonse Borrelly odkrył planetoidę (117) Lomia.
- 1875 – Joaquín Jovellar y Soler został premierem Hiszpanii.
- 1884 – Robert Luther odkrył planetoidę (241) Germania.
- 1887 – Carlos Maria Elías y de la Quintana został premierem Peru.
- 1894 – Wojna chińsko-japońska: gen. Li Hongzhang wysłał wojska chińskie do Pjongjangu w Korei.
- 1895 – W Porto uruchomiono komunikację tramwajową.
- 1900 – Admirał Fredrik von Otter został premierem Szwecji.
- 1906 – Na wody kubańskie wpłynęła amerykańska eskadra w celu obrony proamerykańskiego rządu w Hawanie.
- 1907 – Założono hiszpański klub piłkarski Real Betis Sewilla.
- 1908 – Winston Churchill ożenił się z Clementine Hozier.
- 1910 – W Monachium odbyła się premiera VIII Symfonii Gustava Mahlera.
- 1912 – Nikola Pašić został po raz piąty premierem Serbii.
- 1914 – I wojna światowa: okręty Royal Australian Navy rozpoczęły inwazję na Nową Gwineę Niemiecką.
- 1916 – I wojna światowa: rozpoczęła się bitwa pod Małka Nidże pomiędzy armią bułgarską a połączonymi siłami francusko-serbsko-rosyjskimi.
- 1917 – I wojna światowa: na Kanale Północnym został storpedowany i zatopiony przez brytyjski okręt podwodny HMS D7 niemiecki U-Boot SM U-45, w wyniku czego zginęło 43 spośród 45 członków załogi.
- 1919:
  - Adolf Hitler po raz pierwszy wziął udział w zebraniu Niemieckiej Partii Robotniczej (DAP) w Monachium. Wkrótce potem został jej członkiem.
  - Po rocznym zablokowaniu przez lody na przylądku Czeluskin statku „Maud” z kierowaną przez Roalda Amundsena norweską ekspedycją Północną Drogą Morską, udało się go wypchnąć na otwarte morze, jednak 9 dni później utknął ponownie koło wyspy Ajon.
  - Włoski poeta, prozaik i dramaturg Gabriele D’Annunzio na czele oddziałów ochotniczych dokonał zajęcia Fiume (obecnie Rijeka w Chorwacji), co spowodowało wycofanie sprzymierzonych oddziałów francusko-brytyjsko-amerykańskich i proklamowanie Regencji Carnaro.
- 1920 – Zakończyły się VII Letnie Igrzyska Olimpijskie w belgijskiej Antwerpii.
- 1923 – W Genewie została podpisana Międzynarodowa Konwencja w sprawie Zwalczania Obiegu i Handlu Wydawnictwami Pornograficznymi.
- 1924 – Komunista Giovanni Corvi zastrzelił w tramwaju w Rzymie faszystowskiego deputowanego Armando Casaliniego.
- 1926 – W Charkowie otwarto Stadion Metalist.
- 1928 – Huragan Okeechobee przeszedł nad Gwadelupą i Wyspami Nawietrznymi zabijając około 1200 osób.
- 1934 – Utworzono Ententę Bałtycką.
- 1936 – Hiszpańska wojna domowa: zwycięstwo nacjonalistów gen. Francisco Franco w bitwie o Majorkę.
- 1939 – Na konferencji aliantów w Abbeville we Francji zdecydowano o nieudzielaniu pomocy Polsce w wojnie z Niemcami.
- 1940 – Odkryto paleolityczne malowidła naskalne w Lascaux we Francji.
- 1941 – Dokonano oblotu brytyjskiego szybowca transportowego Airspeed Horsa.
- 1942:
  - Niemiecki U-Boot U-156 storpedował i zatopił u wybrzeży Afryki Zachodniej brytyjski transportowiec RMS „Laconia” z 2725 osobami na pokładzie (w tym 1793 włoskimi jeńcami, 286 żołnierzami brytyjskimi, 103 żołnierzami polskimi strzegącymi jeńców oraz 80 cywilami). Po usłyszeniu krzyków w języku włoskim, dowódca U-Boota Werner Hartenstein zorganizował akcję ratunkową, dzięki której uratowano ponad tysiąc rozbitków.
  - Wojna na Pacyfiku: rozpoczęło się japońskie kontruderzenie podczas walk o Guadalcanal na Wyspach Salomona.
  - Z rozkazu Naczelnego Wodza Polskich Sił Zbrojnych gen. Władysława Sikorskiego została utworzona Armia Polska na Wschodzie.
- 1943:
  - Odbyła się intronizacja patriarchy Moskwy i całej Rusi Sergiusza.
  - Więziony w górskim hotelu w Apeninach przez antyfaszystowski rząd Benito Mussolini został uwolniony przez niemieckich spadochroniarzy pod dowództwem Otto Skorzenego.
- 1944 – Wojna na Pacyfiku: amerykańskie okręty podwodne rozbiły japoński konwój HI-72, zatapiając sześć statków i okrętów, w tym piekielne statki „Rakuyō Maru” i „Kachidoki Maru”, na których zginęło blisko 1,5 tys. alianckich jeńców wojennych.
- 1945 – Założono niemiecki klub piłkarski VfL Wolfsburg.
- 1949 – Theodor Heuss został wybrany na pierwszego prezydenta RFN.
- 1950 – Powstała niemiecka Federalna Agencja Pomocy Technicznej (THW).
- 1953 – Senator i późniejszy prezydent USA John F. Kennedy poślubił młodszą o 12 lat dziennikarkę Jacqueline Lee Bouvier.
- 1956:
  - Huseyn Shaheed Suhrawardy został premierem Pakistanu.
  - Powstał Kanadyjsko-Polski Instytut Badawczy z siedzibą w Toronto.
  - W swym debiucie w europejskich rozgrywkach pucharowych Legia Warszawa przegrała w Bratysławie z miejscowym Slovanem 0:4.
- 1958 – Zaprezentowano pierwszy układ scalony, zaprojektowany przez Jacka Kilby’ego.
- 1959 – Wyemitowano pierwszy odcinek amerykańskiego serialu telewizyjnego Bonanza.
- 1960 – Utworzono Radę Państwa NRD.
- 1961 – 77 osób zginęło pod Rabatem w Maroku w katastrofie należącego do Air France samolotu Sud Aviation Caravelle.
- 1964 – W amerykańskim stanie Utah utworzono Park Narodowy Canyonlands.
- 1968:
  - Albania wystąpiła z Układu Warszawskiego.
  - Wojska inwazyjne Układu Warszawskiego zostały częściowo wycofane z największych miast Czechosłowacji.
- 1969 – W czasie podchodzenia do lądowania w Manili rozbił się należący do Philippine Airlines samolot BAC One-Eleven, w wyniku czego zginęło 45 osób, a 2 zostały ranne.
- 1970 – Na lotnisku Zerqa w Jordanii porywacze z Ludowego Frontu Wyzwolenia Palestyny uwolnili zakładników i wysadzili w powietrze trzy samoloty pasażerskie uprowadzone 6 i 9 września.
- 1974 – W Etiopii obalono cesarza Haile Selassie I.
- 1975 – Ukazał się album Wish You Were Here brytyjskiej grupy Pink Floyd.
- 1980:
  - W katastrofie lecącego z West Palm Beach na Florydzie do Freeport na Bahamach samolotu Douglas DC-3 należącego do Florida Commuter Airlines zginęły wszystkie 34 osoby na pokładzie.
  - W Turcji doszło do wojskowego zamachu stanu pod wodzą gen. Kenana Evrena.
- 1981:
  - Palestyńscy terroryści rzucili granat w grupę włoskich turystów zwiedzających Jerozolimę, zabijając jedną osobę i raniąc 28.
  - W Berlinie Zachodnim założono stowarzyszenie hakerów Chaos Computer Club.
- 1988 – Jamajka została zaatakowana przez huragan Gilbert w wyniku czego zginęło ponad 200 osób.
- 1990:
  - Konferencja dwa plus cztery: w Moskwie podpisano Traktat o ostatecznym uregulowaniu w odniesieniu do Niemiec otwierający drogę do zjednoczenia Niemiec.
  - Reprezentacja NRD w piłce nożnej rozegrała swój ostatni (293.) mecz, pokonując w Brukseli Belgię 2:0.
- 1992:
  - Mae Carol Jemison została pierwszą Afroamerykanką, która poleciała w kosmos.
  - W Peru został aresztowany przywódca maoistowskiej organizacji terrorystycznej Świetlisty Szlak Abimael Guzmán.
- 1994 – Samolot sportowy Cessna 150 rozbił się na trawniku przed Białym Domem w Waszyngtonie. Na miejscu zginął 39-letni pilot Eugene Corder.
- 1995 – Siły Powietrzne Republiki Białorusi zestrzeliły balon, który poleciał na Białoruś w walce o Puchar Gordona Bennetta. Zginęło dwóch obywateli amerykańskich.
- 2001 – Po mających miejsce poprzedniego dnia atakach terrorystycznych na Stany Zjednoczone po raz pierwszy w historii uruchomiono procedury związane z artykułem 5 traktatu północnoatlantyckiego, który mówi, że atak na dowolne państwo należące do NATO jest atakiem na cały Sojusz.
- 2003 – ONZ zniosła sankcje wobec Libii.
- 2004 – 3 polskich żołnierzy zginęło, a 3 zostało rannych w wyniku ataku rebeliantów w okolicy miejscowości Maszru w Iraku.
- 2006 – 4 islamskich terrorystów uzbrojonych w granaty i broń maszynową zaatakowało amerykańską ambasadę w Damaszku. Wszyscy zostali zabici przez syryjską ochronę, zginął też jeden funkcjonariusz.
- 2007:
  - Były prezydent Filipin Joseph Estrada został skazany na karę dożywotniego pozbawienia wolności za sprzeniewierzenie funduszy państwowych. W październiku tego roku został ułaskawiony przez prezydent Glorię Macapagal-Arroyo.
  - Daniel I został wybrany na prawosławnego patriarchę Rumunii.
  - Premier Japonii Shinzō Abe i premier Rosji Michaił Fradkow podali się do dymisji.
- 2008:
  - 25 osób zginęło, a 135 zostało rannych w zderzeniu pociągów pasażerskiego i towarowego w Chatsworth w Los Angeles.
  - Co najmniej 32 osoby zginęły w wybuchu samochodu-pułapki w irackim mieście Dudżail.
  - Papież Benedykt XVI rozpoczął wizytę we Francji.
- 2010 – 57,88% spośród głosujących w referendum obywateli Turcji opowiedziało się za nowelizacją konstytucji.
- 2012 – Rządząca Partia Ludowa na rzecz Wolności i Demokracji premiera Marka Rutte wygrała przedterminowe wybory parlamentarne w Holandii.
- 2015 – W wyniku wybuchu gazu w restauracji koło dworca autobusowego w Petlawadzie w środkowych Indiach zginęły 104 osoby, a ok. 150 zostało rannych.
- 2020 – W więzieniu Adel-Abaad w irańskim Szirazie, pomimo protestów międzynarodowej opinii publicznej, został stracony Navid Afkari, uczestnik antyrządowych protestów z 2018 roku.
- 2021 – Rozpoczęła się podróż apostolska papieża Franciszka na Węgry i Słowację.
- 2022 – Wybuchły starcia zbrojne na granicy armeńsko-azerskiej.

## Eksploracja kosmosu
- 1959 – Wystrzelono sondę księżycową Łuna 2.
- 1962 – Wystrzelono niedoszłą sondę wenusjańską Sputnik 21.
- 1966 – Rozpoczęła się załogowa misja kosmiczna Gemini 11.
- 1970 – Wystrzelono sondę księżycową Łuna 16.
- 2024 – Podczas obsługiwanego przez SpaceX prywatnego lotu kosmicznego Polaris Dawn Jared Isaacman i Sarah Gillis odbyli pierwsze w historii komercyjne spacery kosmiczne.

## Urodzili się
- 1492 – Wawrzyniec II Medyceusz, książę Urbino, władca Florencji (zm. 1519)
- 1494 – Franciszek I Walezjusz, król Francji (zm. 1547)
- 1590 – (data chrztu) María de Zayas Sotomayor, hiszpańska pisarka (zm. ok. 1660)
- 1637 – Claude Lefèbvre, francuski malarz (zm. 1675)
- 1649 – Giuseppe Maria Tomasi, włoski kardynał (zm. 1713)
- 1652 – Fryderyk, książę Wirtembergii-Winnental (zm. 1697)
- 1655 – Sébastien de Brossard, francuski kompozytor (zm. 1730)
- 1660 – Wolfgang Hannibal von Schrattenbach, austriacki duchowny katolicki, biskup ołomuniecki (zm. 1738)
- 1688 – Ferdinand Maximilian Brokoff, czeski rzeźbiarz (zm. 1731)
- 1690 – Peter Dens, flamandzki teolog katolicki (zm. 1775)
- 1702 – January Maria Sarnelli, włoski redemptorysta, błogosławiony (zm. 1744)
- 1709 – Charles Somerset, brytyjski arystokrata, polityk (zm. 1756)
- 1725 – Guillaume Le Gentil, francuski astronom (zm. 1792)
- 1730 – Aleksander Michał Sapieha, wojewoda połocki, hetman polny litewski, kanclerz wielki litewski, marszałek konfederacji targowickiej na Litwie, podskarbi nadworny litewski (zm. 1793)
- 1740 – Johann Heinrich Jung, niemiecki pisarz (zm. 1817)
- 1756 – Jonathan Mason, amerykański kupiec, polityk, senator (zm. 1831)
- 1757 – John Brown, amerykański polityk, senator (zm. 1837)
- 1762 – Piotr Franciszek Jamet, francuski duchowny katolicki, błogosławiony (zm. 1845)
- 1765 – Philibert de Bruillard francuski duchowny katolicki, biskup Grenoble, założyciel Zgromadzenia Misjonarzy Matki Bożej z La Salette (zm. 1860)
- 1773 – Gustave-Maximilien-Juste de Croÿ-Solre, francuski duchowny katolicki, arcybiskup Rouen, kardynał (zm. 1844)
- 1777 – Henri Marie Ducrotay de Blainville, francuski zoolog, anatom (zm. 1850)
- 1796 – Wasyl Popowycz, ukraiński duchowny greckokatolicki, biskup ordynariusz eparchii mukaczewskiej (zm. 1864)
- 1797 – Emilia de Vialar, francuska zakonnica, święta (zm. 1856)
- 1799 – Henryk Emilian Fredro, polski ziemianin, polityk, oficer kawalerii w powstaniu listopadowym, karykaturzysta, literat (zm. 1867)
- 1800 – Pierre Saint-Amant, francuski szachista (zm. 1872)
- 1801 – Giuseppe Concone, włoski kompozytor, organista, pedagog (zm. 1861)
- 1803 – Victor Gélu, francuski poeta, pieśniarz (zm. 1885)
- 1804 – Karl zu Leiningen, niemiecki arystokrata, polityk (zm. 1856)
- 1806 – Andrew Foote, amerykański kontradmirał (zm. 1863)
- 1808 – August von Werder, pruski generał (zm. 1888)
- 1810:
  - Karol Hindemith, polski drukarz, wydawca, księgarz pochodzenia niemieckiego (zm. 1890)
  - Aleksander Ostrowski, polski ziemianin, polityk (zm. 1896)
  - Philip Francis Thomas, amerykański prawnik, polityk (zm. 1890)
- 1811 – James Hall, amerykański geolog, paleontolog (zm. 1898)
- 1812 – Richard March Hoe, amerykański wynalazca (zm. 1886)
- 1814 – August Cieszkowski, polski hrabia, ziemianin, ekonomista, filozof mesjanistyczny, działacz społeczny (zm. 1894)
- 1815 – Louis René Tulasne, francuski botanik, mykolog (zm. 1885)
- 1818 – Richard Gatling, amerykański wynalazca, konstruktor broni palnej (zm. 1903)
- 1819 – Władysław Niegolewski, polski prawnik, polityk, uczestnik powstania styczniowego (zm. 1885)
- 1820 – Ignacy Łyskowski, polski dziennikarz, działacz narodowy, oświatowy i gospodarczy, polityk (zm. 1886)
- 1821 – Ludwik Natanson, polski lekarz pochodzenia żydowskiego (zm. 1896)
- 1822 – Jindřich Fügner, czeski działacz sportowy (zm. 1864)
- 1823 – Kornel Ujejski, polski poeta, publicysta (zm. 1897)
- 1826 – Mateusz Gralewski, polski etnograf, publicysta, działacz niepodległościowy, uczestnik powstania styczniowego (zm. 1891)
- 1828 – Kazimierz Jarochowski, polski historyk, publicysta (zm. 1888)
- 1829 – Anselm Feuerbach, niemiecki malarz (zm. 1880)
- 1830 – William Sprague, amerykański generał, przedsiębiorca, polityk (zm. 1915)
- 1838:
  - Arthur Auwers, niemiecki astronom (zm. 1915)
  - George Washington Covington, amerykański polityk (zm. 1911)
- 1845 – Jules-Maurice Abbet, szwajcarski duchowny kstolicki, biskup Sionu (zm. 1918)
- 1846 – Anna Dostojewska, rosyjska stenografka, pamiętnikarka, żona Fiodora (zm. 1918)
- 1847:
  - John Crichton-Stuart, brytyjski arystokrata, polityk (zm. 1900)
  - Wacław Mayzel, polski lekarz, histolog (zm. 1916)
- 1849:
  - Alfons Karol Burbon, hiszpański arystokrata, karlistowski pretendent do tronu Hiszpanii, legitymistyczny pretendent do tronu Francji (zm. 1936)
  - Alexander von Krobatin, austriacki feldmarszałek, polityk (zm. 1933)
- 1851 – Jan Chrzciciel Fouque, francuski duchowny katolicki, błogosławiony (zm. 1926)
- 1852:
  - Herbert Henry Asquith, brytyjski polityk, premier Wielkiej Brytanii (zm. 1928)
  - Simo Matavulj, serbski pisarz (zm. 1908)
- 1855:
  - Simon-Napoléon Parent, kanadyjski polityk, premier Quebecu (zm. 1920)
  - William Sharp, szkocki poeta, prozaik, biograf literacki (zm. 1905)
- 1857 – George Hendrik Breitner, holenderski malarz, fotograf (zm. 1923)
- 1858 – Fernand Khnopff, belgijski malarz, grafik, rzeźbiarz (zm. 1921)
- 1861 – Heinrich Lissauer, niemiecki neurolog (zm. 1891)
- 1863 – Stanisław Julian Ignacy Ostroróg, polski fotograf (zm. 1935)
- 1864 – Nándor Katona, węgierski malarz pochodzenia żydowskiego (zm. 1932)
- 1865 – Sophus Claussen, duński poeta (zm. 1931)
- 1866 – Freeman Freeman-Thomas, brytyjski arystokrata, polityk, administrator kolonialny (zm. 1941)
- 1867:
  - Justyna Budzińska-Tylicka, polska lekarka, działaczka feministyczna, socjalistyczna i społeczna, polityk (zm. 1936)
  - Carlos Eugenio Restrepo, kolumbijski adwokat, wojskowy, pisarz, polityk, prezydent Kolumbii (zm. 1937)
- 1870:
  - Gao Lingwei, chiński polityk, tymczasowy prezydent i premier Republiki Chińskiej (zm. 1940)
  - Karol Sztakelberg, polski pułkownik (zm. 1926)
- 1871 – Linda Murri, włoska arystokratka (zm. 1957)
- 1872:
  - Aleksander, książę Erbach-Schönberg (zm. 1944)
  - Wojciech Brzega, polski pisarz, rzeźbiarz, snycerz (zm. 1941)
- 1873:
  - Gertrud Bäumer, niemiecka pisarka, feministka, polityk (zm. 1954)
  - Károly Hudovernig, węgierski psychiatra (zm. 1928)
- 1874 – Edward Lorenz, polski prawnik, sędzia, fotograf, działacz społeczny (zm. 1930)
- 1875 – Ołeksandr Koszyć, ukraiński kompozytor, dyrygent (zm. 1944)
- 1876 – Florent Alpaerts, belgijski kompozytor (zm. 1954)
- 1877:
  - Walery Roman, polski prawnik, polityk, wojewoda poleski i senator RP (zm. 1952)
  - Heinrich Sahm, niemiecki polityk, dyplomata (zm. 1939)
- 1880:
  - Franciszek Fiedler, polski historyk ruchu robotniczego, polityk, poseł na Sejm PRL pochodzenia żydowskiego (zm. 1956)
  - Henry Louis Mencken, amerykański dziennikarz, eseista, satyryk (zm. 1956)
- 1881:
  - Curt Andstén, fiński żeglarz sportowy (zm. 1926)
  - Lucjan Ballenstedt, polski inżynier, projektant mostów (zm. 1958)
  - Daniel Jones, brytyjski językoznawca, fonetyk (zm. 1967)
- 1882 – Sven Forssman, szwedzki gimnastyk (zm. 1919)
- 1883:
  - Walter Rütt, niemiecki kolarz torowy (zm. 1964)
  - Adam Tiger, polski major rezerwy lotnictwa (zm. 1966)
- 1884 – Henryk Cudnowski, polski aktor, reżyser teatralny (zm. 1963)
- 1885:
  - Piotr Bańkowski, polski historyk literatury, archiwista (zm. 1976)
  - Heinrich Hoffmann, niemiecki fotograf (zm. 1957)
- 1887 – George Georgescu, rumuński dyrygent, wiolonczelista, pedagog (zm. 1964)
- 1888:
  - Maurice Chevalier, francuski piosenkarz, aktor (zm. 1972)
  - Józsi Jenő Tersánszky, węgierski pisarz (zm. 1969)
- 1889:
  - Raffaele Cadorna Junior, włoski generał, polityk (zm. 1973)
  - Virgilio Fossati, włoski piłkarz, trener (zm. 1918)
- 1890 – Ludwik Ossowski, polski podpułkownik lekarz (zm. 1940)
- 1891:
  - Frederick Kelly, amerykański lekkoatleta, płotkarz (zm. 1974)
  - Ödön Nádas, węgierski piłkarz, trener (zm. 1951)
- 1892 – Tadeusz Wierzejski, polski kolekcjoner dzieł sztuki, kustosz (zm. 1974)
- 1893:
  - Frederick William Franz, amerykański działacz religijny, prezes Towarzystwa Strażnica, członek Ciała Kierowniczego Świadków Jehowy (zm. 1992)
  - Kazimierz Swoszowski, polski porucznik pilot (zm. 1920)
  - Michał Wymysłowski, polski robotnik, legionista, związkowiec, polityk, poseł na Sejm RP (zm. 1949)
- 1894:
  - Friedrich Ebert młodszy, wschodnioniemiecki polityk (zm. 1979)
  - Billy Gilbert, amerykański aktor, komik (zm. 1971)
  - James Anthony Murphy, amerykański kierowca wyścigowy (zm. 1924)
- 1895:
  - Yngve Holm, szwedzki żeglarz sportowy (zm. 1943)
  - Alice Lake, amerykańska aktorka (zm. 1967)
- 1896 – Margueritte Laugier, francuska astronom (zm. 1976)
- 1897:
  - Irène Joliot-Curie, francuska fizyk, chemik, laureatka Nagrody Nobla (zm. 1956)
  - Albert Wyckmans, belgijski kolarz szosowy (zm. 1995)
- 1898:
  - Adam Sokołowski, polski lekarz, taternik (zm. 1984)
  - Humberto Tomassina, urugwajski piłkarz (zm. 1981)
- 1899:
  - Giennadij Obiczkin, rosyjski historyk (zm. 1981)
  - Tomasz Wachowski, polski żołnierz, uczestnik powstania wielkopolskiego (zm. 1939)
- 1900:
  - Texas Alexander, amerykański wokalista bluesowy (zm. 1954)
  - Haskell Curry, amerykański matematyk (zm. 1982)
  - Józef Lucjan Kępiński, polski oficer kawalerii, pilot sportowy, podpułkownik Royal Air Force (zm. 1964)
- 1901:
  - Ben Blue, kanadyjski aktor (zm. 1975)
  - Wilhelm Meise, niemiecki zoolog (zm. 2002)
  - Liduina Meneguzzi, włoska salezjanka, misjonarka, błogosławiona (zm. 1941)
  - Ramón Serrano Suñer, hiszpański polityk (zm. 2003)
- 1902:
  - Juscelino Kubitschek, brazylijski polityk, prezydent Brazylii (zm. 1976)
  - Cecylia Lewandowska, polska tłumaczka, autorka książek przyrodniczych dla dzieci (zm. 1989)
  - Władysław Ludwig, polski prawnik, instruktor harcerski, uczestnik powstania warszawskiego (zm. 1944)
- 1903 – Olga Żebruń, polska działaczka komunistyczna, polityk, poseł na Sejm PRL (zm. 1972)
- 1904:
  - István Horthy, węgierski oficer lotnictwa, polityk (zm. 1942)
  - Gawriił Popow, rosyjski kompozytor (zm. 1972)
- 1905:
  - Ali Amini, irański polityk, premier Iranu (zm. 1992)
  - Helmut Körnig, niemiecki lekkoatleta, sprinter (zm. 1973)
- 1906 – Wiktor Dobrzański, polski oficer WP i AK, uczestnik powstania warszawskiego (zm. 1944)
- 1907:
  - Roger Bonvin, szwajcarski polityk, prezydent Szwajcarii (zm. 1982)
  - Spud Chandler, amerykański baseballista (zm. 1990)
  - Louis MacNeice, irlandzki poeta, dramaturg (zm. 1963)
  - Rozalia Ochab, polska pierwsza dama pochodzenia żydowskiego (zm. 1996)
  - Alina Szemińska, polska pedagog, psycholog (zm. 1986)
- 1908:
  - Alfons De Winter, belgijski piłkarz, trener (zm. 1997)
  - Albin Walter Norblad Jr., amerykański prawnik, polityk (zm. 1964)
- 1909:
  - Gheorghe Albu, rumuński piłkarz, trener (zm. 1974)
  - Ivan Belošević, chorwacki piłkarz, trener (zm. 1987)
  - Milivoje Popović-Mavid, serbski aktor (zm. 1994)
- 1910:
  - Donald Hamish Cameron of Lochiel, szkocki posiadacz ziemski (zm. 2004)
  - Billy Devore, amerykański kierowca wyścigowy (zm. 1985)
  - Josef Gangl, niemiecki major (zm. 1945)
  - Kálmán Sóvári, węgierski zapaśnik (zm. 1996)
- 1911 – Edward Szostak, polski koszykarz (zm. 1990)
- 1912 – Wacław Blicharski, polski wspinacz (zm. 1972)
- 1913:
  - Jan Borysewicz, polski kapitan AK (zm. 1945)
  - Jesse Owens, amerykański lekkoatleta, sprinter i skoczek w dal (zm. 1980)
  - Eiji Toyoda, japoński przemysłowiec (zm. 2013)
- 1914:
  - Benedykt Dytrych, polski podpułkownik dyplomowany, historyk emigracyjny (zm. 1995)
  - Eddy Howard, amerykański piosenkarz (zm. 1963)
  - Desmond Llewelyn, walijski aktor (zm. 1999)
  - Edward O’Brien, amerykański lekkoatleta, sprinter (zm. 1976)
  - Jerzy Popko, polski pedagog, polityk, poseł na Sejm PRL, minister leśnictwa i przemysłu drzewnego (zm. 1975)
  - Zofia Zemanek, polska pedagog, polityk, poseł na Sejm PRL (zm. 1987)
  - Janusz Żurakowski, polski podpułkownik pilot (zm. 2004)
- 1915:
  - Billy Daniels, amerykański muzyk, piosenkarz, aktor (zm. 1988)
  - Maria Irena Sowicka, polska reżyserka teatru lalek, malarka (zm. 2003)
  - Faustyn Szlęzak, polski inżynier, wykładowca akademicki, polityk, poseł na Sejm Ustawodawczy (zm. 2004)
  - Jerzy Żarnecki, polski historyk sztuki (zm. 2008)
- 1916:
  - Tony Bettenhausen, amerykański kierowca wyścigowy (zm. 1961)
  - Edward Binns, amerykański aktor (zm. 1990)
  - Salvatore Buccello, włoski kapral, uczestnik powstania warszawskiego (zm. ?)
  - (lub 1917) Han Suyin, chińska pisarka (zm. 2012)
  - Giennadij Kisielow, radziecki polityk, dyplomata
  - Pierre Sévigny, kanadyjski polityk (zm. 2004)
- 1918:
  - Tadeusz Makarczyński, polski reżyser i scenarzysta filmów dokumentalnych, pisarz (zm. 1987)
  - Siemion Poleżajew, radziecki major pilot (zm. 1982)
- 1919:
  - Wacław Auleytner, polski działacz katolicki, polityk, poseł na Sejm PRL (zm. 2016)
  - Jiřina Lukešová, czeska montażystka filmowa (zm. 2010)
  - Jean Prouff, francuski piłkarz, trener (zm. 2008)
  - Marian Ryba, polski generał brygady, polityk, dyplomata wojskowy (zm. 2018)
  - Iwan Sidorenko, radziecki major, strzelec wyborowy (zm. 1994)
  - Ali Šukrija, kosowski i jugosłowiański polityk (zm. 2005)
- 1920:
  - Lech Kalinowski, polski historyk sztuki i idei, mediewista, wykładowca akademicki (zm. 2004)
  - Aleksander Kobzdej, polski malarz (zm. 1972)
- 1921:
  - Ronald Douglas Lawrence, kanadyjski pisarz, przyrodnik (zm. 2003)
  - (lub 13 września) Stanisław Lem, polski pisarz science fiction, filozof, futurolog, krytyk literacki pochodzenia żydowskiego (zm. 2006)
  - Jerzy Henryk Mond, polski prawnik, dziennikarz, politolog pochodzenia żydowskiego (zm. 2000)
  - Aleksandr Popow, radziecki pułkownik (zm. 1991)
- 1922:
  - Aleksander Michajlik, polski internista, wykładowca akademicki (zm. 2006)
  - Andrzej Tomczak, polski archiwista, historyk, wykładowca akademicki (zm. 2017)
  - Eugeniusz Weiss, polski plutonowy podchorąży, żołnierz AK, uczestnik powstania warszawskiego (zm. 1944)
- 1923:
  - Mordechaj Ben-Porat, izraelski polityk, minister bez teki (zm. 2022)
  - John Chambers, amerykański charakteryzator (zm. 2001)
  - Olle Wänlund, szwedzki kolarz szosowy (zm. 2009)
- 1924:
  - Amílcar Cabral, inżynier agronom, marksista i polityk z Gwinei Portugalskiej (zm. 1973)
  - Kaya Mirecka-Ploss, polska projektantka mody, pisarka, działaczka społeczna (zm. 2023)
  - Ella Mae Morse, amerykańska piosenkarka (zm. 1999)
  - Howard C. Nielson, amerykański polityk (zm. 2020)
  - Halina Romanowska, polska aktorka (zm. 1998)
  - Tadeusz Teodorczyk, polski aktor (zm. 1996)
- 1925:
  - Wanda Lasota, polska farmaceutka, bromatolog, mykolog (zm. 2003)
  - Stan Lopata, amerykański baseballista pochodzenia polskiego (zm. 2013)
  - Tadeusz Skorulski, polski aktor (zm. 1995)
- 1926:
  - Paul Marie Nguyễn Minh Nhật, wietnamski biskup katolicki (zm. 2007)
  - Robert Ivan Nichols, amerykański złodziej tożsamości (zm. 2002)
  - Wasilij Szamszyn, rosyjski polityk (zm. 2009)
- 1927:
  - Mathé Altéry, francuska śpiewaczka operowa (sopran)
  - Freddie Jones, brytyjski aktor (zm. 2019)
- 1928:
  - Joseph Gerry, amerykański duchowny katolicki, biskup Portland (zm. 2023)
  - Zdzisław Popławski, polski koszykarz (zm. 2018)
  - Muriel Siebert, amerykańska bizneswoman (zm. 2013)
- 1929:
  - René Guissart, francuski wioślarz (zm. 2014)
  - Harvey Schmidt, amerykański kompozytor, autor musicali (zm. 2018)
  - Marian Szymański, polski geodeta (zm. 2011)
- 1930:
  - Gunder Gundersen, norweski kombinator norweski (zm. 2005)
  - Art Phillips, kanadyjski polityk (zm. 2013)
  - Piotr Skrzynecki, polski reżyser, scenarzysta, założyciel, kierownik artystyczny i konferansjer kabaretu Piwnica pod Baranami (zm. 1997)
  - Janis Stamulis, grecki prawnik, polityk (zm. 2007)
  - Akira Suzuki, japoński chemik, laureat Nagrody Nobla
  - Alicja Wawrzeńczyk, polska rolniczka, posłanka na Sejm PRL (zm. 2000)
  - Jerzy Wójcik, polski operator i reżyser filmowy (zm. 2019)
- 1931:
  - Gerardo Bianco, włoski filolog, nauczyciel akademicki, polityk, minister edukacji, eurodeputowany (zm. 2022)
  - Ian Holm, brytyjski aktor (zm. 2020)
  - George Jones, amerykański piosenkarz country (zm. 2013)
  - Silvia Pinal, meksykańska aktorka (zm. 2024)
  - Willie Williams, amerykański lekkoatleta, sprinter (zm. 2019)
- 1932:
  - Atli Dam, farerski polityk, premier Wysp Owczych (zm. 2005)
  - Carles Soler Perdigó, hiszpański duchowny katolicki, biskup pomocniczy Barcelony, biskup Girony (zm. 2023)
  - Tadeusz Wrzaszczyk, polski inżynier, polityk, poseł na Sejm PRL, minister przemysłu maszynowego, wicepremier (zm. 2002)
- 1933:
  - Len Allchurch, walijski piłkarz (zm. 2016)
  - José Fernández Arteaga, meksykański duchowny katolicki, biskup Apatzingán i Colima, arcybiskup Chihuahua (zm. 2021)
  - Janusz Marzec, polski aktor, reżyser teatralny (zm. 2005)
- 1934:
  - Glenn Davis, amerykański lekkoatleta, płotkarz (zm. 2009)
  - Władisław Illicz-Switycz, radziecki językoznawca, etymolog, slawista, bałtolog, nostratysta (zm. 1966)
  - Stanisław Jaworski, polski pisarz, krytyk literacki
  - Ana Bertha Lepe, meksykańska aktorka, modelka (zm. 2013)
- 1935:
  - Marian Berkowicz, polski poeta (zm. 2012)
  - Richard Hunt, amerykański rzeźbiarz (zm. 2023)
  - Ján Popluhár, słowacki piłkarz (zm. 2011)
- 1936:
  - Ricardo Ramirez, amerykański duchowny katolicki, biskup Las Cruces pochodzenia meksykańskiego
  - Tomasz Śpiewak, polski kompozytor (zm. 2017)
- 1937:
  - George Chuvalo, kanadyjski bokser
  - Jacek Dworski, polski rzeźbiarz
  - Henri Lopès, kongijski pisarz, dyplomata, polityk, minister oświaty i spraw wewnętrznych, premier Konga (zm. 2023)
  - Maria Riemen-Maszczyk, polska nauczycielka, polityk, poseł na Sejm PRL (zm. 2022)
  - Andrzej Sroka, polski pułkownik, funkcjonariusz SB i UOP (zm. 2010)
- 1938:
  - Tatiana Troyanos, amerykańska śpiewaczka operowa (mezzosopran) pochodzenia grecko-niemieckiego (zm. 1993)
  - Antoni (Zawgorodny), rosyjski biskup prawosławny (zm. 1989)
- 1939:
  - Stanisław Kobielus, polski duchowny katolicki, pallotyn, historyk sztuki, poeta (zm. 2020)
  - Ion Ustian, mołdawski i radziecki polityk
- 1940:
  - Ryszard Binkowski, polski pisarz, scenarzysta filmowy (zm. 2023)
  - Warren Cole, nowozelandzki wioślarz (zm. 2019)
  - Linda Gray, amerykańska aktorka
  - Stephen Solarz, amerykański polityk (zm. 2010)
  - Stefan Zach, polski piosenkarz, aktor (zm. 2003)
- 1941:
  - Pantelejmon (Dołganow), rosyjski biskup prawosławny
  - Munawar Mansurchodżajew, tadżycki reżyser filmowy (zm. 2021)
  - Wiktor Putiatin, ukraiński florecista (zm. 2021)
  - Günter Rexrodt, niemiecki polityk (zm. 2004)
- 1942:
  - Mirosław Boruszewski, polski poeta (zm. 2014)
  - Michel Drucker, francuski dziennikarz, prezenter telewizyjny
  - Bronisław Hyżorek, polski dyrygent, pedagog
- 1943:
  - José Trinidad González, meksykański duchowny katolicki, biskup pomocniczy Guadalajary (zm. 2024)
  - Otfried Höffe, niemiecki filozof, wykładowca akademicki
  - Maria Muldaur, amerykańska wokalistka bluesowo-folkowa
  - Michael Ondaatje, kanadyjski prozaik, poeta
  - Paul Swain, amerykański duchowny katolicki, biskup Sioux Falls (zm. 2022)
- 1944:
  - Eddie Keizan, południowoafrykański kierowca wyścigowy (zm. 2016)
  - Yoshio Kikugawa, japoński piłkarz (zm. 2022)
  - Leonard Peltier, amerykański Indianin z plemienia Czipewejów, działacz Ruchu Indian Amerykańskich, zabójca
  - Władysław Szkop, polski lekarz, polityk, poseł na Sejm RP (zm. 2015)
  - Barry White, amerykański piosenkarz, producent muzyczny, autor tekstów (zm. 2003)
- 1945:
  - Mauricio Alonso Rodríguez, salwadorski piłkarz, trener
  - Robson Mrombe, zimbabwejski lekkoatleta, długodystansowiec (zm. 2025)
  - Richard Thaler, amerykański ekonomista, wykładowca akademicki, laureat Nagrody Banku Szwecji im. Alfreda Nobla w dziedzinie ekonomii
- 1946:
  - Don Brautigam, amerykański malarz, rysownik, ilustrator (zm. 2008)
  - Tomasz Malepszy, polski samorządowiec, prezydent Leszna
- 1947:
  - Stefan Hula, polski kombinator norweski (zm. 2025)
  - Roman Nalewajski, polski chemik teoretyk, wykładowca akademicki
- 1948:
  - Johannes Lebech, duński polityk
  - Bogusław Liberadzki, polski ekonomista, polityk, minister transportu i gospodarki morskiej, poseł na Sejm RP, eurodeputowany
  - Jadwiga Rubiś, polska fotoreporterka, dziennikarka (zm. 2000)
  - Zofia Rudnicka, polska aktorka, tancerka, choreograf
  - Jean-Louis Schlesser, francuski kierowca wyścigowy i rajdowy
- 1949:
  - Eugeniusz Czykwin, polski dziennikarz, polityk, poseł na Sejm RP, działacz mniejszości białoruskiej
  - György Molnár, węgierski gitarzysta, członek zespołu Omega
  - Irina Rodnina, rosyjska łyżwiarka figurowa
- 1950:
  - Jean-Louis Cottigny, francuski samorządowiec, polityk, eurodeputowany
  - György Kőszegi, węgierski sztangista (zm. 2001)
  - Uładzimir Kurnieu, białoruski piłkarz, trener
  - David Rohl, brytyjski egiptolog, historyk pochodzenia żydowskiego
  - Zygmunt Vetulani, polski informatyk, lingwista komputerowy
  - Ireneusz Zarzycki, polski samorządowiec, polityk, senator RP
- 1951:
  - Pedro Agramunt, hiszpański prawnik, polityk, przewodniczący Zgromadzenia Parlamentarnego Rady Europy (zm. 2024)
  - Bertie Ahern, irlandzki polityk, premier Irlandii
  - Tomasz Brandyk, polski hydrolog (zm. 2009)
  - Joe Pantoliano, amerykański aktor
- 1952:
  - Gerry Beckley, amerykański muzyk, członek zespołu America
  - Neil Peart, kanadyjski perkusista rockowy, członek zespołu Rush (zm. 2020)
  - Zelimchan Jandarbijew, czeczeński polityk, prezydent Czeczeńskiej Republiki Iczkerii (zm. 2004)
- 1953:
  - Ełła Pamfiłowa, rosyjska inżynier, polityk
  - Ramesh Patel, nowozelandzki hokeista na trawie pochodzenia indyjskiego
  - Jan Pluta, polski perkusista, członek zespołu Kombi (zm. 2013)
  - John Williams, amerykański łucznik
- 1954
  - Jan Grabkowski, polski samorządowiec, starosta poznański
  - Zbigniew Macias, polski śpiewak operowy i musicalowy (baryton), reżyser
- 1955:
  - Elżbieta Kiedrowska, polska lekkoatletka, skoczkini wzwyż (zm. 2016)
  - José Mauro Pereira Bastos, brazylijski duchowny katolicki, biskup Janaúby i Guaxupé (zm. 2006)
  - Peter Scolari, amerykański aktor (zm. 2021)
  - Jerzy Wojciech Ziembicki, polski reżyser filmów dokumentalnych
- 1956:
  - Sam Brownback, amerykański polityk, senator
  - Waldemar Głuszko, polski kontradmirał
  - Clemon Johnson, amerykański koszykarz, trener
  - Dag Otto Lauritzen, norweski kolarz szosowy
- 1957:
  - Paolo Bartolozzi, włoski prawnik, polityk (zm. 2021)
  - Ryszard Częstochowski, polski prozaik, dramaturg, terapeuta uzależnień
  - Jan Egeland, norweski polityk
  - Lidia Geringer de Oedenberg, polska działaczka kulturalna, polityk, eurodeputowana
  - Steve Ogrizovic, angielski piłkarz, bramkarz pochodzenia serbskiego
  - Rachel Ward, brytyjska aktorka, reżyserka i scenarzystka filmowa i telewizyjna
  - Hans Zimmer, niemiecki kompozytor, twórca muzyki filmowej
- 1958:
  - Franco Amurri, włoski reżyser, scenarzysta i producent filmowy
  - Wilfred Benítez, portorykański bokser
  - Mark Demesmaeker, belgijski i flamandzki polityk
  - Constantin Ionescu, rumuński szachista
  - Sergio Salgado, chilijski piłkarz
- 1959:
  - Scott P. Brown, amerykański polityk, senator
  - Sigmar Gabriel, niemiecki polityk
  - Algimantas Šalna, litewski biathlonista
- 1960:
  - Barbara Dolniak, polska prawniczka, posłanka na Sejm RP
  - Zdzisław Gawlik, polski prawnik, poseł na Sejm RP
  - Wojciech Jagielski, polski dziennikarz, publicysta
  - Ladislav Molnár, słowacki piłkarz, bramkarz
  - Barham Salih, iracki polityk, prezydent Iraku
- 1961:
  - Mylène Farmer, francuska piosenkarka
  - Luca Romagnoli, włoski polityk, wykładowca akademicki
- 1962:
  - Artur Kaczmarski, polski aktor, prezenter telewizyjny, reżyser dubbingu
  - Paweł Kruszelnicki, polski aktor
  - Dino Merlin, bośniacki piosenkarz
  - Ryszard Nowak, polski samorządowiec, polityk, poseł na Sejm RP, prezydent Nowego Sącza
  - Amy Yasbeck, amerykańska aktorka
- 1963:
  - Sérgio Araújo, brazylijski piłkarz, trener
  - Jock Clear, brytyjski inżynier
  - Shannon Crawford, kanadyjska wioślarka
  - Zosima (Dawydow), rosyjski biskup prawosławny (zm. 2010)
- 1964:
  - Zsolt Gyulay, węgierski kajakarz
  - Dieter Hecking, niemiecki piłkarz, trener
- 1965:
  - Monique Feltgen, luksemburska pisarka
  - Silke Hörner, niemiecka pływaczka
  - Vernon Maxwell, amerykański koszykarz
  - Grzegorz Tomicki, polski poeta, krytyk literacki, literaturoznawca
  - Giennadij Żydko, rosyjski generał pułkownik (zm. 2023)
- 1966:
  - Anousheh Ansari, amerykańska bizneswoman, turystka kosmiczna pochodzenia irańskiego
  - Ben Folds, amerykański muzyk, wokalista, członek zespołu Ben Folds Five
  - Zenun Pajaziti, kosowski polityk
  - Marek Sośnicki, polski piosenkarz, muzyk, kompozytor, aktor
- 1967:
  - Mirko Slomka, niemiecki piłkarz, trener
  - Aleksandr Szabałow, amerykański szachista pochodzenia rosyjskiego
- 1968:
  - Al Barr, amerykański wokalista, członek zespołu Dropkick Murphys
  - Joe Daughrity, amerykański koszykarz
  - Larry LaLonde, amerykański gitarzysta, członek zespołu Primus
  - Agnieszka Wosińska, polska aktorka
- 1969:
  - Ángel Cabrera, argentyński golfista
  - Thomas Endres, niemiecki florecista
  - Helene Hellmark Knutsson, szwedzka polityk
  - Mika Myllylä, fiński biegacz narciarski (zm. 2011)
- 1970:
  - Sławomir Cywoniuk, polski perkusista, członek zespołu Dead Infection (zm. 2020)
  - Jacek Gutorow, polski poeta, eseista, krytyk literacki, tłumacz
  - Josh Hopkins, amerykański aktor
  - Nathan Larson, amerykański gitarzysta, kompozytor, autor tekstów, pisarz
  - Lee Cheol-ha, południowokoreański reżyser i scenarzysta filmowy
  - Ricarda Lima, brazylijska siatkarka
  - José Santa, kolumbijski piłkarz, trener
- 1971:
  - Junus al-Ajnawi, marokański tenisista
  - Oscar Camenzind, szwajcarski kolarz szosowy
  - Terry Dehere, amerykański koszykarz
  - Fernando Sánchez Cipitria, hiszpański piłkarz
  - Chandra Sturrup, bahamska lekkoatletka, sprinterka
- 1972:
  - Anders Aukland, norweski biegacz narciarski
  - Gideon Emery, brytyjski aktor
  - Stephen van Haestregt, holenderski perkusista, producent muzyczny, inżynier dźwięku, członek zespołów: Orphanage, Ambeon i Within Temptation
  - Dmitrij Kononiec, rosyjski strongman, trójboista siłowy
  - Jusuf Adam Mahmud, katarski piłkarz, trener
  - Marcus Rhode, amerykański bokser
- 1973:
  - Mazor Bahajna, izraelski rabin, polityk
  - Tarana Burke, amerykańska aktywistka i działaczka na rzecz praw człowieka oraz praw obywatelskich
  - Darren Campbell, brytyjski lekkoatleta, sprinter
  - Martina Ertl-Renz, niemiecka narciarka alpejska
  - Andrzej Jasiński, polski piłkarz
  - Yga Kostrzewa, polska działaczka społeczna
  - Dorota Miśkiewicz, polska wokalistka jazzowa
  - Paul Walker, amerykański aktor (zm. 2013)
  - Srǵan Zahariewski, macedoński piłkarz
- 1974:
  - Adam Bielan, polski polityk, poseł na Sejm RP, eurodeputowany
  - Paweł Chorąży, polski urzędnik państwowy
  - Eduardo Coudet, argentyński piłkarz, trener pochodzenia włoskiego
  - Jennifer Nettles, amerykańska wokalistka, członkini zespołu Sugarland
  - Cristina Torrens Valero, hiszpańska tenisistka
  - Nuno Valente, portugalski piłkarz
  - Grzegorz Warchoł, polski basista, członek zespołów: Pidżama Porno i Lombard (zm. 2007)
- 1975:
  - Evanílson, brazylijski piłkarz
  - Mauro Trentini, włoski kolarz torowy i szosowy
  - Carina Zampini, argentyńska aktorka
- 1976:
  - Bizzy Bone, amerykański raper, członek zespołu Bone Thugs-n-Harmony
  - Jolanda Čeplak, słoweńska lekkoatletka, biegaczka średniodystansowa
  - Krzysztof Kotorowski, polski piłkarz, bramkarz
  - Hanka Pachale, niemiecka siatkarka
  - Maciej Żurawski, polski piłkarz
- 1977:
  - 2 Chainz, amerykański raper
  - Martin Bláha, czeski kolarz torowy i szosowy
  - Mohamed El Yaagoubi, marokański piłkarz
  - Brady Clark, amerykański curler
  - Daszgyn Giulmamedow, gruziński polityk
  - Idan Raichel, izraelski piosenkarz, autor tekstów, kompozytor
  - Fernando Sales, hiszpański piłkarz
  - Hennadij Zubow, ukraiński piłkarz, trener
- 1978:
  - Elisabetta Canalis, włoska aktorka
  - Fábio Costa de Brito, brazylijski piłkarz
  - Lukáš Došek, czeski piłkarz
  - Tomáš Došek, czeski piłkarz
  - Marko Jarić, serbski koszykarz
  - Benjamin McKenzie, amerykański aktor
  - Michael Paget, brytyjski gitarzysta, członek zespołu Bullet for My Valentine
- 1979:
  - Andrzej Głyda, polski strzelec sportowy
  - Jonathan Joubert, luksemburski piłkarz, bramkarz
  - Denisse Astrid Van Lamoen, chilijska łuczniczka
- 1980:
  - Gus G., grecki muzyk, członek zespołu Dream Evil
  - Małgorzata Stroka, polska szpadzistka
  - Josef Vašíček, czeski hokeista (zm. 2011)
  - Yao Ming, chiński koszykarz
- 1981:
  - Jerel Blassingame, amerykański koszykarz
  - Marijan Buljat, chorwacki piłkarz
  - Jennifer Hudson, amerykańska aktorka, piosenkarka
  - Ana Miguel dos Santos, portugalska prawnik, polityk, eurodeputowana
  - Łukasz Sokół, polski hokeista
  - Sabina Wojtala, polska łyżwiarka figurowa
- 1982:
  - Isabelle Caro, francuska fotomodelka, aktorka (zm. 2010)
  - Misia Furtak, polska wokalistka, basistka
  - Max Hoff, niemiecki kajakarz
  - Zoran Planinić, chorwacki koszykarz
  - Vanja Udovičić, serbski piłkarz wodny, polityk
- 1983:
  - Przemysław Czarnecki, polski polityk, poseł na Sejm RP
  - Júnior Díaz, kostarykański piłkarz
  - Marcin Koniusz, polski szablista
  - Magdalena Mazurek, polska siatkarka
  - Dulce Téllez, kubańska siatkarka
- 1984:
  - Nashat Akram, iracki piłkarz
  - Issam Al-Edrissi, libański piłkarz
  - Chelsea Carey, kanadyjska curlerka
  - Emina Cunmulaj, amerykańska modelka, aktorka pochodzenia albańskiego
  - Francisco Guerreiro, portugalski polityk, eurodeputowany
  - Taylor Jenkins, amerykański trener koszykarski
  - Jewhen Kapajew, ukraiński siatkarz
  - Kim Hyeong-ju, południowokoreańska zapaśniczka
  - Wojciech Klimala, polski pisarz, reżyser, scenarzysta, autor filmów dokumentalnych i fabularnych oraz sztuk teatralnych
  - Leonel Manzano, amerykański lekkoatleta, średniodystansowiec pochodzenia meksykańskiego
  - Petra Marklund, szwedzka piosenkarka
  - William Sharman, brytyjski lekkoatleta, płotkarz
  - Oksana Żukowska, rosyjska lekkoatletka, skoczkini w dal
- 1985:
  - Jonatan Cerrada, belgijski piosenkarz
  - Jamie Cope, angielski snookerzysta
  - Headhunterz, holenderski didżej, producent muzyczny
  - Javier Illana, hiszpański skoczek do wody
  - Paulina Przybysz, polska wokalistka, autorka tekstów, członkini duetu Sistars
  - Aleksandr Riazancew, rosyjski szachista, trener
  - Martin Straňovský, słowacki piłkarz ręczny
  - Domenico Tedesco, niemiecki trener piłkarski pochodzenia włoskiego
- 1986:
  - Alfie Allen, brytyjski aktor
  - Joanne Jackson, brytyjska pływaczka
  - Yūto Nagatomo, japoński piłkarz
  - Emmy Rossum, amerykańska aktorka, piosenkarka
- 1987:
  - Chinazom Amadi, nigeryjska lekkoatletka, skoczkini w dal
  - Anna Jagodzińska, polska modelka
  - Katarzyna Pasternak, polska judoczka
  - Justyna Raczyńska, polska siatkarka
  - Jarosława Szwiedowa, kazachska tenisistka pochodzenia rosyjskiego
- 1988:
  - Amanda Jenssen, szwedzka piosenkarka
  - Nastasia Noens, francuska narciarka alpejska
  - José Ariel Núñez, paragwajski piłkarz
- 1989:
  - Freddie Freeman, amerykański baseballista pochodzenia kanadyjskiego
  - Samir Hadji, marokańsko-francuski piłkarz
  - Tom Hateley, angielski piłkarz
  - Aberu Kebede, etiopska lekkoatletka, biegaczka długodystansowa
  - Rafał Majka, polski kolarz szosowy
  - Natalia Valentin-Anderson, portorykańska siatkarka
  - Joseph Wall, amerykański koszykarz
- 1990:
  - Anya Corke, brytyjska szachistka
  - Dairiylys Cruz Pèrez, kubańska siatkarka
  - Meseret Hailu Debele, etiopska lekkoatletka, biegaczka długodystansowa
  - Natalia Piotrowska-Paciorek, polska aktorka musicalowa i dubbingowa
  - Patrick Wiercioch, kanadyjski hokeista pochodzenia polskiego
- 1991:
  - Gergely Gyurta, węgierski pływak
  - Thomas Meunier, belgijski piłkarz
  - Martyna Opoń, polska lekkoatletka, sprinterka
  - Imri Ziw, izraelski piosenkarz
- 1992:
  - Abdiel Ayarza, panamski piłkarz
  - Alexia Fast, kanadyjska aktorka
  - Olga Jankowska, polska aktorka
  - David Kravish, amerykański koszykarz
  - Mahmood, włoski piosenkarz
  - Ragnhild Mowinckel, norweska narciarka alpejska
  - Molly Tarlov, amerykańska aktorka
  - Emilia Zdunek, polska piłkarka
- 1993:
  - Ayrton Azzopardi, maltański piłkarz
  - Jakob Busk, duński piłkarz, bramkarz
  - Atanasis Protopsaltis, grecki siatkarz
  - Zhou Feng, chińska zapaśniczka
- 1994:
  - Mhairi Black, szkocka polityk
  - Deborah Constanzo, dominikańska siatkarka
  - RM, południowokoreański raper, wokalista, autor tekstów, producent muzyczny, członek boysbandu BTS
  - Elina Switolina, ukraińska tenisistka
  - Álvaro Vadillo, hiszpański piłkarz
  - Ish Wainright, amerykański koszykarz
- 1995:
  - Raphael Dwamena, ghański piłkarz (zm. 2023)
  - Steven Gardiner, bahamski lekkoatleta, sprinter
  - Robert Kamyszek, polski piłkarz ręczny
  - Lee Sang-ho, południowokoreański snowboardzista
  - Ryan Potter, amerykański aktor, reżyser filmowy, fotograf
  - Vasilije Pušica, serbski koszykarz
- 1996 – Joshua Cheptegei, ugandyjski lekkoatleta, długodystansowiec
- 1997:
  - Julia Kern, amerykańska biegaczka narciarska
  - Sophia Schneider, niemiecka biathlonistka
  - Sydney Sweeney, amerykańska aktorka
- 1998 – Daniel Altmaier, niemiecki tenisista
- 1999:
  - Lukas Fienhage, niemiecki żuźlowiec
  - Katarina Lazović, serbska siatkarka
  - Razmik Papikyan, ormiański zapaśnik
  - Michał Sierocki, polski lekkoatleta, płotkarz
- 2000:
  - Władisław Mylnikow, rosyjski florecista
  - Ali Sulieman, erytrejski piłkarz
  - Marko Totka, słowacki piłkarz
- 2001:
  - Sarah Fahr, włoska siatkarka pochodzenia niemieckiego
  - Wojciech Marok, polski lekkoatleta, kulomiot
  - Ziaire Williams, amerykański koszykarz
- 2002:
  - Ana Iulia Dascăl, rumuńska pływaczka
  - Hina Maeda, japońska skrzypaczka
  - Chiara Pellacani, włoska skoczkini do wody
  - Rustam Soirow, tadżycki piłkarz
- 2003:
  - Daniel Carter, honduraski piłkarz
  - Hilir Henno, francuski siatkarz
- 2005 – Juri Kesseli, szwajcarski skoczek narciarski
- 2006 – Félix Lebrun, francuski tenisista stołowy

## Zmarli
- 912 – Wiching, niemiecki duchowny katolicki, biskup Nitry i Pasawy (ur. ?)
- 1185 – Andronik I Komnen, cesarz bizantyński (ur. ok. 1123)
- 1213 – Piotr II Katolicki, król Aragonii (ur. 1174)
- 1311 – Bertrand des Bordes, francuski kardynał (ur. ?)
- 1317 – Arnaud de Falguières, francuski kardynał (ur. ?)
- 1348 – Joanna Burgundzka, królowa Francji (ok. 1293)
- 1362 – Innocenty VI, papież (ur. 1282)
- 1435 – Wilhelm III, książę Bawarii-Monachium (ur. 1375)
- 1500 – Albrecht Odważny, książę Saksonii (ur. 1443)
- 1544 – Clément Marot, francuski poeta (ur. 1496)
- 1598 – Stanisław Krasiński, polski duchowny katolicki, sekretarz królewski (ur. 1534)
- 1601 – Melecjusz I Pigas, prawosławny patriarcha Aleksandrii (ur. 1549)
- 1612 – Wasyl IV Szujski, car Rosji (ur. 1552)
- 1621 – Jan Hieronim Chodkiewicz, polski szlachcic, polityk (ur. ?)
- 1622 – Ofiary prześladowań antykatolickich w Japonii:
  - Franciszek od św. Bonawentury, japoński franciszkanin, męczennik, błogosławiony (ur. ?)
  - Apolinary Franco Garcia, hiszpański franciszkanin, misjonarz, męczennik, błogosławiony (ur. 1575)
  - Paweł od św. Klary, japoński franciszkanin, męczennik, błogosławiony (ur. ?)
  - Dominik Magoshichi, japoński męczennik, błogosławiony (ur. ?)
  - Mancjusz od św. Tomasza Shibata, japoński dominikanin, męczennik (ur. ok. 1600)
  - Tomasz od Ducha Świętego de Zumárraga Lazacano, hiszpański dominikanin, misjonarz, męczennik, błogosławiony (ur. 1577)
- 1640 – William Alexander, szkocki podróżnik, poeta, dramaturg (ur. ok. 1567)
- 1642 – Henri Coiffier de Ruzé, francuski arystokrata, polityk (ur. 1620)
- 1660 – Jacob Cats, holenderski poeta, polityk, wielki pensjonariusz Holandii (ur. 1577)
- 1661 – Christoph Bach, niemiecki muzyk (ur. 1613)
- 1665 – Jean Bolland, flamandzki jezuita, hagiograf (ur. 1596)
- 1674 – Nicolaes Tulp, holenderski lekarz, chirurg, burmistrz Amsterdamu (ur. 1593)
- 1680 – Per Brahe młodszy, szwedzki polityk, dyplomata (ur. 1602)
- 1683:
  - Alfons VI Zwycięski, król Portugalii (ur. 1643)
  - Zygmunt Bobola, polski szlachcic, wojskowy (ur. 1661)
  - Juraj Križanić, chorwacki duchowny katolicki, misjonarz, prekursor panslawizmu (ur. ok. 1618)
  - Stanisław Potocki, polski szlachcic, pułkownik (ur. 1659)
- 1691:
  - Piotr Opaliński, polski szlachcic, polityk (ur. 1640)
  - Jan Jerzy III Wettyn, elektor Saksonii (ur. 1647)
- 1707 – Étienne Le Camus, francuski duchowny katolicki, arcybiskup Grenoble, kardynał (ur. 1632)
- 1710 – Bolesław Gwidon Jaśniewicz, polski zakonnik (ur. 1675)
- 1719 – Wojciech Głazowicz, polski jezuita, teolog, filozof, pedagog (ur. 1655)
- 1735 – Krzysztof Franciszek Rościszewski, polski szlachcic, polityk (ur. ?)
- 1739:
  - Reinhard Keiser, niemiecki kompozytor (ur. 1674)
  - Ernest Ludwik, landgraf Hesji-Darmstadt (ur. 1667)
- 1741 – Franz Ferdinand Kinsky, austriacki arystokrata, dyplomata, polityk (ur. 1678)
- 1756 – Teodozy Teofil Godebski, polski duchowny greckokatolicki, bazylianin, biskup pińsko-turowski, biskup włodzimiersko-brzeski (ur. 1686)
- 1757 – Józef Skarbek Malczewski, polski szlachcic, polityk (ur. ok. 1684)
- 1764 – Jean-Philippe Rameau, francuski kompozytor (ur. 1683)
- 1789 – Franz Xaver Richter, morawski kompozytor (ur. 1709)
- 1798 – Jerzy Leparski, polski szlachcic, polityk (ur. ?)
- 1799 – Johann Ludwig Strecker, niemiecki malarz (ur. 1721)
- 1811 – Anton Theodor von Colloredo-Waldsee-Mels, czeski duchowny katolicki, arcybiskup ołomuniecki, kardynał (ur. 1729)
- 1812 – Piotr Bagration, rosyjski generał (ur. 1765)
- 1813 – Edmund Jenings Randolph, amerykański prawnik, polityk (ur. 1753)
- 1819 – Gebhard Leberecht von Blücher, pruski feldmarszałek (ur. 1742)
- 1821 – José da Cunha de Azevedo Coutinho, portugalski duchowny katolicki, biskup Olindy i Elvas, inkwizytor (ur. 1742)
- 1829 – Juan Ignacio Molina, chilijski jezuita, naturalista (ur. 1740)
- 1837 – Cesare Brancadoro, włoski kardynał (ur. 1755)
- 1839 – Franciszek Ch’oe Kyŏng-hwan, koreański męczennik i święty katolicki (ur. 1805)
- 1847 – Maria Luisa Prosperi, włoska benedyktynka, stygmatyczka, błogosławiona (ur. 1799)
- 1849 – Pantaleon Wawrzyniec Szuman, polski prawnik, polityk (ur. 1782)
- 1850 – Presley O’Bannon, amerykański oficer marynarki wojennej (ur. 1776)
- 1855 – Johann von Charpentier, niemiecki inżynier górnictwa, geolog, glacjolog (ur. 1786)
- 1860 – William Walker, amerykański lekarz, prawnik, polityk, prezydent Nikaragui (ur. 1824)
- 1869:
  - Józef Ćwierciakiewicz, polski dziennikarz, działacz socjalistyczny (ur. 1822)
  - Peter Mark Roget, brytyjski lekarz, leksykograf (ur. 1779)
- 1871 – Erazm Skarżyński, polski pułkownik, uczestnik powstania listopadowego, krakowskiego i styczniowego (ur. 1804)
- 1874 – François Guizot, francuski historyk, polityk, premier Francji (ur. 1787)
- 1879 – Peter Heise, duński kompozytor, organista (ur. 1830)
- 1888:
  - Richard Anthony Proctor, brytyjski astronom (ur. 1837)
  - August von Werder, pruski generał (ur. 1808)
- 1889 – Fustel de Coulanges, francuski historyk (ur. 1830)
- 1893 – Hubert von Tiele-Winckler, niemiecki ziemianin (ur. 1823)
- 1902 – Samuel Rosenthal, polsko-francuski szachista pochodzenia żydowskiego (ur. 1837)
- 1906 – Ernesto Cesàro, włoski matematyk (ur. 1859)
- 1907 – Ilia Czawczawadze, gruziński pisarz, działacz społeczny (ur. 1837)
- 1908 – Ike Weir, irlandzki bokser (ur. 1867)
- 1912 – Pierre-Hector Coullié, francuski duchowny katolicki, arcybiskup Lyonu, kardynał (ur. 1829)
- 1916:
  - Zygmunt Balicki, polski socjolog, publicysta, polityk (ur. 1858)
  - Bernhard Riedel, niemiecki chirurg (ur. 1846)
- 1917 – Eleonora Reuss-Köstritz, królowa Bułgarii (ur. 1860)
- 1918:
  - Maria Antonietta, księżniczka Obojga Sycylii (ur. 1851)
  - Maxime Bôcher, amerykański matematyk (ur. 1867)
  - George Reid, australijski prawnik, polityk, premier Australii (ur. 1845)
- 1919 – Leonid Andriejew, rosyjski prozaik, dramaturg, dziennikarz (ur. 1871)
- 1920:
  - Michał Belina-Prażmowski, polski kapitan artylerii (ur. ?)
  - Ferdinand Feyerick, belgijski szpadzista (ur. 1865)
- 1921 – Subramania Bharati, indyjski poeta tamilski (ur. 1882)
- 1925 – Leon Goldsobel, polski psychiatra pochodzenia żydowskiego (ur. 1837)
- 1926 – Kazimierz Girdwoyń, polski inżynier-agrotechnik (ur. 1843)
- 1928 – Mary Richmond, amerykańska pracowniczka socjalna (ur. 1861)
- 1929:
  - Józef Kallenbach, polski historyk literatury, wydawca (ur. 1861)
  - Jānis Rainis, łotewski pisarz, dziennikarz, tłumacz, minister oświaty (ur. 1865)
- 1932 – Usaburo Tsuchida, japoński neuroanatom (ur. 1867)
- 1933:
  - Antoni Kamieński, polski malarz, grafik (ur. 1860)
  - Bernard Alojzy Łubieński, polski redemptorysta, pisarz, kaznodzieja, misjonarz, Sługa Boży (ur. 1846)
- 1934 – Szoel Berliner, polski matematyk pochodzenia żydowskiego (ur. 1883)
- 1936 – Hermann Hirt, niemiecki językoznawca (ur. 1865)
- 1939:
  - Antoni Cejzik, polski lekkoatleta, wieloboista (ur. 1900)
  - Henry Chandler Cowles, amerykański botanik (ur. 1869)
  - Tadeusz Graff, polski podpułkownik artylerii (ur. 1895)
  - Stanisław Grzęda, polski duchowny katolicki, działacz społeczny (ur. 1882)
  - Zygmunt Horyd, polski komandor podporucznik, inżynier (ur. 1896)
  - Henryk Koniuszewski, polski lotnik, kapral strzelec radiotelegrafista (ur. 1918)
  - Konstanty Korzeniowski, polski lotnik, starszy sierżant (ur. 1900)
  - Beniamin Kotarba, polski podpułkownik dyplomowany piechoty (ur. 1893)
  - Franciszek Kupidłowski, polski porucznik obserwator (ur. 1911)
  - Tadeusz Mikke, polski podpułkownik kawalerii (ur. 1896)
  - Władysław Suracki, polski podpułkownik dyplomowany piechoty (ur. 1895)
  - Piotr Szturmowski, polski polityk, poseł na Sejm RP (ur. 1887)
  - Eliodoro Villazón, boliwijski adwokat, dziennikarz, polityk, prezydent Boliwii (ur. 1848)
- 1941:
  - Helena Marusarzówna, polska narciarka, kurierka tatrzańska, żołnierz ZWZ-AK (ur. 1918)
  - Jekatierina Zielenko, radziecka pilotka wojskowa (ur. 1916)
- 1942 – Chanpasza Nuradiłow, radziecki sierżant (ur. 1924)
- 1943 – Michaił Romiejko, radziecki major bezpieczeństwa państwowego (ur. 1898)
- 1944:
  - Marian Franke, polski internista, patolog, wykładowca akademicki (ur. 1877)
  - Alfred Łubieński, polski inżynier, rolnik, oficer AK (ur. 1902)
- 1945:
  - Nikołaj Iszczenko, radziecki major pilot (ur. 1910)
  - Nikołaj Pożarski, radziecki generał porucznik artylerii gwardii (ur. 1899)
  - Hajime Sugiyama, japoński marszałek polny (ur. 1880)
- 1946 – Włodzimierz Nałęcz, polski malarz, rysownik, akwaforcista, literat (ur. 1865)
- 1948:
  - Noel Buxton, brytyjski polityk (ur. 1869)
  - Walter Schimana, niemiecki SS-Gruppenführer, generał-porucznik Waffen-SS i Policji (ur. 1898)
- 1949:
  - Walter Buch, niemiecki prawnik, polityk i funkcjonariusz nazistowski (ur. 1883)
  - Jak Bushati, albański duchowny katolicki, więzień sumienia, błogosławiony (ur. 1890)
  - Izabela Textorisová, słowacka urzędniczka pocztowa, botanik (ur. 1866)
  - Erik Adolf von Willebrand, fiński internista, pediatra pochodzenia niemieckiego (ur. 1870)
- 1952:
  - Wasilij Czernyszow, radziecki generał pułkownik, funkcjonariusz organów bezpieczeństwa (ur. 1896)
  - René Grousset, francuski historyk, orientalista (ur. 1885)
- 1953:
  - Hugo Schmeisser, niemiecki konstruktor broni strzeleckiej (ur. 1884)
  - Lewis Stone, amerykański aktor (ur. 1879)
- 1955 – Frank Stokes, amerykański gitarzysta i wokalista bluesowy (ur. 1888)
- 1956 – John Garstang, brytyjski archeolog, wykładowca akademicki (ur. 1876)
- 1957:
  - Gustaf Nyholm, szwedzki szachista (ur. 1880)
  - Tom Pearson, walijski wszechstronny sportowiec (ur. 1872)
- 1958:
  - Kazimierz Hołoga, polski chirurg, Sługa Boży (ur. 1913)
  - Szczęsny Starkiewicz, polski duchowny katolicki, publicysta, polityk, poseł na Sejm Ustawodawczy (ur. 1881)
- 1959 – Mitrofan (Gutowski), rosyjski biskup prawosławny (ur. 1897)
- 1960:
  - Dino Borgioli, włoski śpiewak operowy (tenor) (ur. 1891)
  - Franciszek Gil, polski pisarz, reportażysta (ur. 1917)
  - Curt Goetz, niemiecki aktor, reżyser filmowy (ur. 1888)
  - Antoni Jakubowski, polski działacz niepodległościowy, polityk, senator RP i poseł do KRN (ur. 1887)
  - Zygmunt Podhorski, polski generał brygady (ur. 1891)
- 1961:
  - Horace Barnes, angielski piłkarz (ur. 1891)
  - Anna Leszczyńska, polska rolniczka, Sprawiedliwa wśród Narodów Świata (ur. 1885)
- 1962 – Oļģerds Grosvalds, łotewski polityk, dyplomata (ur. 1884)
- 1963 – Danuta Korolewicz, polska aktorka (ur. 1925)
- 1964 – Sergiusz Piasecki, polski pisarz, publicysta polityczny, oficer wywiadu, żołnierz AK (ur. 1901)
- 1965:
  - Chris Berger, holenderski lekkoatleta, sprinter (ur. 1911)
  - Elling Rønes, norweski biegacz narciarski (ur. 1882)
  - Lucian Truscott, amerykański generał (ur. 1895)
- 1967:
  - Vladimir Bartol, słoweński prozaik, dramaturg, eseista, publicysta (ur. 1903)
  - Nadzieja Padlewska, polska pianistka, pedagog (ur. 1882)
- 1968:
  - Józef Alfred Potocki, polski hrabia, dyplomata (ur. 1895)
  - Ryszard Siwiec, polski żołnierz AK, filozof, księgowy (ur. 1909)
- 1969:
  - William Henry Chamberlin, amerykański historyk, dziennikarz (ur. 1897)
  - Paul Habraschka, niemiecki górnik, poeta, humorysta (ur. 1897)
- 1970:
  - Jan Sztaudynger, polski poeta, satyryk, teoretyk lalkarstwa, tłumacz (ur. 1904)
  - Jacob Viner, amerykański ekonomista pochodzenia kanadyjskiego (ur. 1892)
- 1972 – William Boyd, amerykański aktor (ur. 1895)
- 1973 – Armas Toivonen, fiński lekkoatleta, długodystansowiec (ur. 1899)
- 1974 – Paweł Gettel, polski działacz społeczny i samorządowy (ur. 1892)
- 1975:
  - Gösta Andersson, szwedzki zapaśnik (ur. 1917)
  - Anatolij Utkin(inne języki), rosyjski, seryjny morderca (ur. 1943)
- 1976 – Nikołaj Kuczerienko, radziecki pułkownik, inżynier-konstruktor (ur. 1907)
- 1977:
  - Cyril Andresen, duński żeglarz sportowy (ur. 1929)
  - Steve Biko, południowoafrykański działacz ruchu przeciw apartheidowi (ur. 1946)
  - Robert Lowell, amerykański poeta (ur. 1917)
- 1978:
  - Józef Drzazga, polski duchowny katolicki, biskup warmiński (ur. 1914)
  - Wilhelm Tönnis, niemiecki neurochirurg (ur. 1898)
- 1979:
  - Jocelyne LaGarde, francuska aktorka (ur. 1924)
  - Josef Müller, niemiecki polityk (ur. 1898)
  - Siergiej Naljancz, rosyjski poeta, publicysta, działacz emigracyjny (ur. 1902)
- 1980 – André Chéron, francuski szachista, teoretyk i kompozytor szachowy (ur. 1895)
- 1981:
  - Edmund Ilcewicz, polski duchowny katolicki, biskup pomocniczy lubelski (ur. 1924)
  - Eugenio Montale, włoski eseista, poeta, krytyk literacki, tłumacz, laureat Nagrody Nobla (ur. 1896)
  - Ángel Perucca, argentyński piłkarz (ur. 1918)
  - Wadym Sobko, radziecki pisarz (ur. 1912)
- 1982 – Kazimierz Poczmański, polski malarz (ur. 1900)
- 1983 – Sabin Carr, amerykański lekkoatleta, tyczkarz (ur. 1904)
- 1984 – Yvon Petra, francuski tenisista (ur. 1916)
- 1986 – Jacques-Henri Lartigue, francuski malarz, fotograf (ur. 1894)
- 1987:
  - Joseph Lawton Collins, amerykański generał (ur. 1896)
  - Tadeusz Cygler, polski aktor, reżyser teatralny (ur. 1914)
  - John Qualen, kanadyjski aktor (ur. 1899)
- 1988 – Janina Bocheńska, polska aktorka (ur. 1930)
- 1990:
  - Irena Eichlerówna, polska aktorka (ur. 1908)
  - Athene Seyler, brytyjska aktorka (ur. 1889)
- 1991 – Feliks Konarski, polski pisarz, autor tekstów piosenek (ur. 1907)
- 1992:
  - Rafał Abkowicz, polski hazzan karaimski (ur. 1896)
  - Anthony Perkins, amerykański aktor, reżyser filmowy i teatralny (ur. 1932)
- 1993 – Raymond Burr, kanadyjski aktor (ur. 1917)
- 1994:
  - Tom Ewell, amerykański aktor (ur. 1909)
  - Boris Jegorow, rosyjski lekarz, kosmonauta (ur. 1937)
  - Wiesław Szewczyk, polski aktor (ur. 1929)
- 1995:
  - Lubomír Beneš, czeski reżyser filmów animowanych (ur. 1935)
  - Jeremy Brett, brytyjski aktor (ur. 1933)
  - Ernest Pohl, polski piłkarz (ur. 1932)
- 1996:
  - Ernesto Geisel, brazylijski generał, polityk, prezydent Brazylii (ur. 1907)
  - Josef Stimpfle, niemiecki duchowny katolicki, biskup Augsburga (ur. 1916)
- 1997:
  - Stig Anderson, szwedzki autor tekstów piosenek, kompozytor, producent muzyczny (ur. 1931)
  - Mieczysław Tarnawski, polski aktor (ur. 1924)
- 1998 – Henry Spira, amerykański obrońca praw zwierząt (ur. 1927)
- 1999 – Alfred Abramowicz, amerykański duchowny katolicki pochodzenia polskiego, biskup pomocniczy Chicago (ur. 1919)
- 2000 – Stanley Turrentine, amerykański saksofonista jazzowy (ur. 1934)
- 2001 – Victor Wong, amerykański aktor pochodzenia chińskiego (ur. 1927)
- 2002 – Lloyd Biggle Jr., amerykański pisarz (ur. 1923)
- 2003:
  - Johnny Cash, amerykański muzyk i piosenkarz country, aktor (ur. 1932)
  - Jan Jacoby, polski twórca filmów naukowych (ur. 1909)
- 2004:
  - Ahmed Dini Ahmed, dżibutyjski polityk, premier Dżibuti (ur. 1932)
  - Paweł Gędłek, polski aktor (ur. 1969)
  - Marek Karp, polski historyk, sowietolog (ur. 1952)
  - Jack Turner, amerykański kierowca wyścigowy (ur. 1920)
- 2005:
  - Serge Lang, amerykański matematyk pochodzenia francuskiego (ur. 1927)
  - Józef Słotwiński, polski reżyser teatralny, dramaturg, tłumacz (ur. 1908)
- 2006 – Witold Knychalski, polski działacz kulturalny (ur. 1954)
- 2008:
  - Janusz Hajdun, polski pianista, kompozytor (ur. 1935)
  - Andrzej Kiciński, polski architekt, urbanista (ur. 1938)
  - David Foster Wallace, amerykański pisarz (ur. 1962)
- 2009:
  - Norman Borlaug, amerykański uczony pochodzenia norweskiego, laureat Pokojowej Nagrody Nobla (ur. 1914)
  - Jack Kramer, amerykański tenisista (ur. 1921)
  - Erich Leo Lehmann, amerykański statystyk (ur. 1917)
  - Tadeusz Somogi, polski aktor (ur. 1922)
  - Gertruda Szalsza, polska aktorka (ur. 1924)
  - Aleksander Ziemny, polski poeta, prozaik, reportażysta, tłumacz (ur. 1924)
- 2010 – Claude Chabrol, francuski aktor, reżyser, producent i krytyk filmowy (ur. 1930)
- 2011 – Aleksandr Galimow, rosyjski hokeista (ur. 1985)
- 2012:
  - Radoslav Brzobohatý, czeski aktor (ur. 1932)
  - Rafał Piszcz, polski kajakarz (ur. 1940)
  - Sid Watkins, brytyjski neurochirurg (ur. 1928)
- 2013:
  - Ray Dolby, amerykański elektronik, wynalazca (ur. 1933)
  - Omar Hammami, amerykański terrorysta (ur. 1984)
  - Otto Sander, niemiecki aktor (ur. 1941)
  - Małgorzata Zwierzchowska, polska piosenkarka, flecistka (ur. 1961)
- 2014:
  - Ian Paisley, brytyjski polityk (ur. 1926)
  - Joe Sample, amerykański pianista jazzowy, członek zespołów The Jazz Crusaders i The Crusaders (ur. 1939)
  - Atif Ubajd, egipski polityk, premier Egiptu (ur. 1932)
- 2015:
  - Piotr Cieślak, polski aktor, reżyser teatralny, pedagog (ur. 1948)
  - Sylwester Dziki, polski prasoznawca (ur. 1932)
  - Honorat Gil, polski karmelita bosy, historyk Kościoła (ur. 1934)
  - Janusz Nowożeniuk, polski dziennikarz sportowy (ur. 1935)
  - Ron Springett, angielski piłkarz, bramkarz (ur. 1935)
- 2016:
  - Sándor Csoóri, węgierski pisarz (ur. 1930)
  - Wojciech Kaczmarek, polski żużlowiec (ur. 1948)
  - Krzysztof Wrzesiński, polski samorządowiec, burmistrz Lubrańca (ur. 1958)
- 2017 – Janusz Sondel, polski prawnik (ur. 1937)
- 2018:
  - Walter Mischel, amerykański psycholog (ur. 1930)
  - Benedict Singh, gujański duchowny katolicki, biskup Georgetown (ur. 1927)
  - Rachid Taha, algierski piosenkarz (ur. 1958)
- 2019:
  - Janusz Bargieł, polski prawnik, działacz opozycji antykomunistycznej (ur. 1951)
  - ʻAkilisi Pohiva, tongański polityk, minister, premier Tonga (ur. 1941)
  - Bogusław Stanisławski, polski działacz społeczny, prezes Amnesty International Polska (ur. 1930)
- 2020:
  - Carlos Casamiquela, argentyński polityk, minister rolnictwa (ur. 1948)
  - Linus Okok Okwach, kenijski duchowny katolicki, biskup Homa Bay (ur. 1952)
  - Wojciech Rybowski, polski ekonomista, koszykarz, działacz społeczny (ur. 1948)
- 2021:
  - Carlo Chendi, włoski scenarzysta, autor komiksów (ur. 1933)
  - John Shelby Spong, amerykański duchowny anglikański, teolog liberalny, komentator religijny, autor książek, biskup Newark (ur. 1931)
- 2022:
  - Ramsey Lewis, amerykański pianista, kompozytor jazzowy (ur. 1935)
  - Rimantas Šidlauskas, litewski dyplomata (ur. 1962)
  - Krzysztof Szmigiero, polski gitarzysta rockowy, członek zespołów: Lombard i Turbo (ur. 1956)
  - Marek Zembala, polski immunolog, profesor nauk medycznych (ur. 1940)
  - Wiesław Zięba, polski reżyser i scenarzysta filmów animowanych, grafik, satyryk, rysownik (ur. 1947)
- 2023:
  - Dominique Colonna, francuski piłkarz, trener (ur. 1928)
  - Elizabeth Jeffreys, brytyjska historyk, bizantynolog (ur. 1941)
  - Gordon Kennett, brytyjski żużlowiec (ur. 1953)
- 2024:
  - John Haglelgam, mikronezyjski polityk, prezydent Mikronezji (ur. 1949)
  - Tadeusz Kohorewicz, polski dziennikarz, cenzor, syndyk, dyplomata, ambasador RP (ur. 1933)
  - Wasyl Medwit, polski duchowny greckokatolicki, biskup pomocniczy egzarchatu doniecko-charkowskiego (ur. 1949)
  - Sitaram Yechury, indyjski ekonomista, polityk (ur. 1952)